# Glazov
Glazov (in russo Глазов?; in udmurto Glazkar) è una città della Russia europea centro-orientale, situata nella parte settentrionale della Repubblica Autonoma dell'Udmurtia, lungo la Transiberiana; è il capoluogo del rajon Glazovskij.
La fondazione della città risale al 1760, nel 1780 le fu concesso lo status di città; al giorno d'oggi la città è soprattutto un centro industriale (meccanica, del legno, alimentare, dell'abbigliamento).